# (5770) 1987 RY
1987 أر واي (ويعرف أيضًا باسم (5770) 1987 أر واي وفق تسمية الكوكب الصغير) (بالإنجليزية: 1987 RY)‏ هو كويكب ضمن حزام الكويكبات؛ وترتيبه 5770 من حيث الاكتشاف.
اكتُشف هذا الجُرم الفلكي بواسطة هنري ديبهون في 12 سبتمبر 1987.

## وصلات خارجية
- (5770) 1987 RY في قاعدة بيانات مختبر الدفع النفاث لأجرام النظام الشمسي الصغيرة

- الاكتشاف · مخطط المدار ·  العناصر المدارية · المعلمات المادية

- (5770) 1987 RY على موقع ويكي سكاي: DSS2, SDSS, GALEX, IRAS, Hydrogen α, X-Ray, Astrophoto, Sky Map, Articles and images